# Maninagar, Badami
Maninagar là một làng thuộc tehsil Badami, huyện Bagalkot, bang Karnataka, Ấn Độ.